# National Mutual Insurance Federation of Agricultural Cooperatives
National Mutual Insurance Federation of Agricultural Cooperatives ou Zenkyoren est une compagnie coopérative d'assurance japonaise spécialisée dans le soutien à l'agriculture. Elle est fondée en 1951.